# U23-Weltmeisterschaften im Rudern 2016
Die U23-Weltmeisterschaften im Rudern 2016 fanden vom 21. bis 28. August 2016 in der niederländischen Gemeinde Zuidplas (Ortsteil Zevenhuizen) nahe der Stadt Rotterdam auf der Regattastrecke Willem-Alexander Baan statt.
Bei den Meisterschaften wurden 21 Wettbewerbe ausgetragen, davon zwölf für Männer und neun für Frauen.
Teilnahmeberechtigt war eine Mannschaft je Wettbewerbsklasse aus allen Mitgliedsverbänden des Weltruderverbandes. Eine Qualifikationsregatta existierte nicht.

## Ergebnisse
Hier sind die Medaillengewinner aus den A-Finals aufgelistet. Diese waren mit sechs Booten besetzt, die sich über Vor- und Hoffnungsläufe sowie Viertel- und Halbfinals für das Finale qualifizieren mussten. Die Streckenlänge betrug in allen Läufen 2000 Meter.

### Männer
| Bootsklasse                                   | Gold | Gold    | Silber | Silber  | Bronze | Bronze  |
| --------------------------------------------- | --- | ------- | --- | ------- | --- | ------- |
| Einer (BM1x)                                  | Deutschland Tim Ole Naske | 7:23,37 | Polen Natan Węgrzycki-Szymczyk | 7:26,21 | Tschechien Michal Plocek | 7:28,25 |
| Leichtgewichts-Einer (BLM1x)                  | Belgien Niels Van Zandweghe | 7:31,96 | Deutschland Jonathan Rommelmann | 7:32,85 | Mexiko Alexis Lopez Garcia | 7:37,80 |
| Doppelzweier (BM2x)                           | Deutschland Max Appel Philipp-André Syring | 6:40,81 | Norwegen Martin Helseth Erik Solbakken | 6:41,81 | Niederlande Amos Keijser Abe Wiersma | 6:44,00 |
| Leichtgewichts-Doppelzweier (BLM2x)           | Spanien Adrià Mitjavila Rodrigo Conde Romero | 6:52,31 | Italien Antonio Vicino Lorenzo Galano | 6:54,70 | Frankreich Benjamin David Adrien Constantini | 6:58,27 |
| Doppelvierer (BM4x)                           | Neuseeland Robert Black Caleb Antill Luke Letcher Thomas Schramko                                                                                                 | 6:07,51 | Neuseeland Jordan Parry Cameron Crampton Oliver Stephens Jack O’Leary | 6:07,97 | Italien Ivan Capuano Luca Rambaldi Emanuele Fiume Giacomo Gentili                                                                                                  | 6:08,97 |
| Leichtgewichts-Doppelvierer (BLM4x)           | Vereinigtes Königreich Hugo Coussens Oliver Varley Matthew Curtis Gavin Horsburgh                                                                                 | 5:53,15 | Deutschland Julian Schneider Elias Dreismickenbecker Jonas Felix Weller Philipp Grebner                                                                                           | 5:54,68 | Italien Alfonso Scalzone Edoardo Buoli Davide Magni Gabriel Soares                                                                                                 | 5:54,74 |
| Zweier ohne Steuermann (BM2-)                 | Serbien Viktor Pivak Martin Mackovic | 6:58,01 | Frankreich Romuald Thomas Raphaël Lescieux | 6:59,44 | Vereinigte Staaten Jovanni Stefani Brennan Wertz | 7:02,04 |
| Leichtgewichts-Zweier ohne Steuermann (BLM2-) | Schweiz Fiorin Rüedi Joel Schürch | 6:26,47 | Griechenland Stefanos Douskos Ioannis Petrou | 6:29,25 | Türkei Mert Kaan Kartal Fatih Ünsal | 6:30,92 |
| Vierer ohne Steuermann (BM4-)                 | Österreich Florian Walk Gabriel Hohensasser Christoph Seifriedsberger Ferdinand Querfeld                                                                          | 5:50,20 | Vereinigtes Königreich James Johnston Thomas George James Rudkin Lewis McCue | 5:50,60 | Neuseeland James McAnallen Thomas Clyma Hugo Elworthy Thomas Jenkins                                                                                               | 5:53,90 |
| Leichtgewichts-Vierer ohne Steuermann (BM4-)  | Italien Alberto Di Seyssel Stefano Oppo Piero Sfiligoi Paolo Di Girolamo                                                                                          | 6:19,29 | Deutschland Hendrik Kaltenborn Fabio De Oliveira Felix Brummel Alexander Kevin Diedrich                                                                                           | 6:21,49 | Vereinigtes Königreich Edward Fisher Benjamin Reeves Jonathan Jackson Alastair Douglass                                                                            | 6:25,22 |
| Vierer mit Steuermann (BM4+)                  | Neuseeland Martin O’Leary Cameron Webster Charles Rogerson Phillip Wilson Sam Bosworth (Stm.)                                                                     | 6:08,50 | Italien Raffele Giulivo Filippo Mondelli Leonardo Calabrese Leonardo Pietra Caprina Giorgio Crippa (Stm.)                                                                         | 6:09,34 | Australien Jack Cleary Texas Lawton Sam Hardy Henry Youl Louis Copolov (Stm.)                                                                                      | 6:09,93 |
| Achter (BM8+)                                 | Niederlande Michiel Oyen Nelson Ritsema Michiel Mantel Jaap Scholten Maarten Hurkmans Simon van Dorp Lex van den Herik Max Ponsen Diederik van Engelenburg (Stm.) | 5:54,10 | Vereinigtes Königreich Calum Irvine Oliver Wynne-Griffith Matthew Benstead Timothy Livingstone David Bewicke-Copley Sholto Carnegie Robert Hurn Arthur Doyle Ian Middleton (Stm.) | 5:57,26 | Deutschland Malte Daberkow Jakob Schneider Malte Großmann Finn Knüppel Christopher Reinhardt Laurits Follert Jacob Schulte-Bockholt Marc Leske Jonas Wiesen (Stm.) | 5:59,23 |

### Frauen
| Bootsklasse                         | Gold | Gold    | Silber | Silber  | Bronze | Bronze  |
| ----------------------------------- | --- | ------- | --- | ------- | --- | ------- |
| Einer (BW1x)                        | Litauen Ieva Adomavičiūtė | 8:20,49 | Schweden Lovisa Claesson | 8:23,90 | Deutschland Carlotta Nwajide | 8:26,38 |
| Leichtgewichts-Einer (BLW1x)        | Niederlande Marieke Keijser | 8:16,14 | Südafrika Nicole van Wyk | 8:27,18 | Mexiko Kenia Lechuga | 8:32,74 |
| Doppelzweier (BW2x)                 | Vereinigtes Königreich Mathilda Hodgkins-Byrne Jess Leyden | 7:23,46 | Belarus Tazzjana Klimowitsch Krystina Staraselets | 7:29,26 | Rumänien Viviana-Iuliana Bejinariu Ioana Vrînceanu | 7:31,22 |
| Leichtgewichts-Doppelzweier (BLW2x) | Niederlande Amber Kraak Anne Marie Schonk | 7:30,32 | Neuseeland Lucy Jonas Jackie Kiddle | 7:32,27 | Italien Federica Cesarini Valentina Rodini | 7:33,85 |
| Doppelvierer (BW4x)                 | Polen Marta Wieliczko Krystyna Lemanczyk Olga Michalkiewicz Katarzyna Zillmann                                                                                        | 6:19,10 | Deutschland Frauke Hundeling Anne Beenken Juliane Faralisch Michaela Staelberg                                                                              | 6:20,22 | Frankreich Laura Tarantola Camille Juillet Marie Jacquet Anne-Sophie Marzin                                                                                                  | 6:21,20 |
| Leichtgewichts-Doppelvierer (BLW4x) | Italien Paola Piazzolla Asja Maregotto Allegra Francalacci Giorgia Lo Bue                                                                                             | 6:27,28 | Schweiz Lara Eichenberger Fabienne Schweizer Serafina Merloni Pauline Delacroix                                                                             | 6:29,04 | Deutschland Sophia Krause Samantha Nesajda Kathrin Morbe Leonie Neuhaus | 6:34,64 |
| Zweier ohne Steuerfrau (BW2-)       | Kanada Hillary Janssens Nicole Hare | 7:07,49 | Italien Carmela Pappalardo Ludovica Serafini | 7:09,84 | Russland Kira Yuvchenko Jelisaweta Kornijenko | 7:10,30 |
| Vierer ohne Steuerfrau (BW4-)       | Vereinigte Staaten Kendall Brewer Gia Doonan Regina Salmons Sarah Dougherty                                                                                           | 6:27,28 | Rumänien Ana-Maria Simion Alina Ligia Pop Madalina Heghes Diana Mihai                                                                                       | 6:32,94 | Niederlande Hermijntje Drenth Eline Feitsma Ymkje Clevering Veronique Meester                                                                                                | 6:33,53 |
| Achter (BW8+)                       | Vereinigte Staaten Erin Briggs Cassandra Johnson Kendall Brewer Gia Doonan Regina Salmons Sarah Dougherty Georgia Ratcliff Kendall Chase Colette Lucas-Conwell (Stf.) | 6:36,90 | Vereinigtes Königreich Charlotte Hodgkins-Byrne Alice Bowyer Emily Ford Chloe Brew Holly Hill Madeline Badcott Anna Thornton Heidi Long Sasha Adwani (Stf.) | 6:44,06 | Russland Yana Tolstokorova Anna Korenkova Olga Nesterenko Jelena Orjabinskaja Jekaterina Sewostjanowa Anna Karpowa Anna Aksenova Valentina Plaksina Ekaterina Kopaeva (Stf.) | 6:45,50 |

## Medaillenspiegel
| Platz | Land                   | Gold | Silber | Bronze | Gesamt |
| ----- | ---------------------- | ---- | ------ | ------ | ------ |
| 1     | Niederlande            | 3    |        | 2      | 5      |
| 2     | Deutschland            | 2    | 4      | 3      | 9      |
| 3     | Italien                | 2    | 3      | 3      | 8      |
| 4     | Vereinigtes Königreich | 2    | 3      | 1      | 6      |
| 5     | Vereinigte Staaten     | 2    |        | 1      | 3      |
| 6     | Neuseeland             | 1    | 2      | 1      | 4      |
| 7     | Polen                  | 1    | 1      |        | 2      |
| 7     | Schweiz                | 1    | 1      |        | 2      |
| 9     | Australien             | 1    |        | 1      | 2      |
| 10    | Belgien                | 1    |        |        | 1      |
| 10    | Litauen                | 1    |        |        | 1      |
| 10    | Kanada                 | 1    |        |        | 1      |
| 10    | Österreich             | 1    |        |        | 1      |
| 10    | Serbien                | 1    |        |        | 1      |
| 10    | Spanien                | 1    |        |        | 1      |
| 16    | Frankreich             |      | 1      | 2      | 3      |
| 17    | Rumänien               |      | 1      | 1      | 2      |
| 18    | Griechenland           |      | 1      |        | 1      |
| 18    | Norwegen               |      | 1      |        | 1      |
| 18    | Schweden               |      | 1      |        | 1      |
| 18    | Südafrika              |      | 1      |        | 1      |
| 18    | Belarus                |      | 1      |        | 1      |
| 23    | Mexiko                 |      |        | 2      | 2      |
| 23    | Russland               |      |        | 2      | 2      |
| 25    | Tschechien             |      |        | 1      | 1      |
| 25    | Türkei                 |      |        | 1      | 1      |
| Summe | Summe                  | 21   | 21     | 21     | 63     |